# Тайлър (окръг, Тексас)
Окръг Тайлър (на английски: Tyler County) е окръг в щата Тексас, Съединени американски щати. Площта му е 2424 km², а населението - 20 871 души (2000). Административен център е град Удвил.